# Gwenview
Gwenview — программа для просмотра изображений в Linux-системах. Разрабатывается сообществом KDE. Текущий сопровождающий проекта — Орельен Гато (фр. Aurélien Gâteau). Слово «Gwen» означает «белый» на бретонском языке и широко используется в качестве имени. Впервые программа появилась в KDE 3. Ныне активно разрабатывается и входит в состав приложений «KDE Gear», также по умолчанию включена в дистрибутив KDE Neon.

## Основные возможности
- Просмотр изображений.
- Базовые функции редактирования (фильтры, яркость, обрезка, изменения размера изображения)[3].
- Просмотр содержимого каталогов.
- Редактор метаданных изображений.
- Представление каталогов в виде списка мини-изображений.
- Использование плагинов KIPI (KDE Image Plugins Interface) для работы с изображениями.
- Возможность вызова внешних программ.
- Полноэкранный режим просмотра и слайд-шоу.